# Relacions entre Moçambic i la Xina
Les relacions entre Moçambic i la Xina es refereix a la les relacions actuals i històriques entre la República Popular de la Xina i Moçambic, que daten de la dècada del 1960 quan la Xina va començar el seu suport a la lluita del Frelimo, d'inspiració marxista, contra el colonialisme portuguès.
Les relacions diplomàtiques es van establir formalment el 25 de juny de 1975 poc després que Moçambic va obtenir la independència de Portugal. En novembre de 2006, Moçambic va esdevenir el tretzè estat africà en ser afegit a la llista oficial de la Xina de les destinacions turístiques.

## Visites bilaterals
Hu Jintao, president de la República Popular de la Xina, va realitzar una visita oficial a Moçambic al febrer de 2007, durant la qual ell i Armando Guebuza, el president de Moçambic, es va comprometre encara més la cooperació en les àrees de l'economia, la tecnologia, l'agricultura, l'educació i l'esport. Xangai i Maputo van agermanar-se.

## Moviment de persones
De 1992 a 2003, 22 moçambiquesos anaren a la Xina com a estudiants internacionals]. En nombre de xinesos residents a Moçambic s'estimava de 1.500 a 12.000 en 2007.

## Comerç i inversions
El patró de la Xina del comerç amb Moçambic difereix del dels seus principals socis comercials al continent africà, com ara Angola, Nigèria i Sudan. La Xina importa principalment productes agrícoles i pesca de Moçambic, però poques matèries primeres, mentre que exporta productes manufacturats i maquinària. Entre 2004 i 2006, el comerç bilateral es va triplicar en valor a partir de 70 milions de US $ a 210 milions US $, convertint a la Xina en un dels tres majors socis comercials de Moçambic, després de Sud-àfrica i Portugal. La Xina s'ha convertit també en un important comprador de la fusta de Moçambic; tot i les regulacions locals que prohibeixen l'exportació de troncs sense processar, que tenen com a objectiu forçar als països estrangers amb l'esperança d'obtenir accés als recursos de Moçambic per invertir-hi en la creació d'instal·lacions de processament al país, molts troncs són exportatd il·legalment. Els empresaris xinesos no solen participar en la pràctica real de la tala; això es porta a terme principalment pels locals, que a continuació, portar els troncs als compradors a les ciutats portuàries. La Xina també s'ha convertit en un actor cada vegada més important en la indústria de la construcció de Moçambic; més d'un terç de la construcció de noves carreteres de Moçambic es porta a terme per contractistes xinesos. Els contractistes d'altres països, que han anat perdent terreny en el negoci a causa de les altres despeses, es queixen que els contractistes xinesos no fan cap esforç per transferir habilitats o tecnologia a la població local, i no fan ús dels subcontractistes de mà d'obra local o regional, preferint la importació i gestionar els seus propis treballadors. No obstant això, les obres de construcció xineses estan més ben organitzats i tenen una menor taxa de furts. En els primers 10 mesos de 2012, el valor del comerç era d'1,1 mil milions US $, i Moçambic esdevé el 23è major soci comercial de la Xina.

## Ajuda al desenvolupament
A més del comerç, la Xina també ha començat a proporcionar ajuda al desenvolupament a Moçambic. El China Exim Bank han fet préstecs a baix interès a Moçambic per a la construcció d'infraestructures, per exemple proporcionant 60 milions US $ el 2006, i ha condonat dues vegades una gran proporció del deute del país, 22 milions US $ en 2001 i 30 milions US $ el 2007. També han construït una sèrie d'edificis públics o d'ús públic de franc, com l'edifici del parlament nacional i l'estadi nacional. Segons AidData, de 2000 a 2012, hi havia aproximadament 52 projectes oficials xinesos de finançament del desenvolupament identificats a Zimbàbue a través de diversos informes dels mitjans.